# Зирсхан
Зирсхан (њем. Siershahn) општина је у њемачкој савезној држави Рајна-Палатинат. Једно је од 192 општинска средишта округа Вестервалд. Према процјени из 2010. у општини је живјело 2.770 становника. Посједује регионалну шифру (AGS) 7143070.

## Географски и демографски подаци
Зирсхан се налази у савезној држави Рајна-Палатинат у округу Вестервалд. Општина се налази на надморској висини од 290 метара. Површина општине износи 4,4 km². У самом мјесту је, према процјени из 2010. године, живјело 2.770 становника. Просјечна густина становништва износи 625 становника/km².